# Mercedes-Benz SLK
Der Mercedes-Benz SLK ist eine Modellreihe, die 1996 von Mercedes-Benz eingeführt wurde. Beim SLK handelt es sich um einen Roadster, der kleiner und preiswerter ist als der bekannte Mercedes SL. Obwohl Mercedes die Bezeichnung SLK offiziell nicht als Abkürzung versteht, wird sie häufig mit Sportlich, Leicht, Kompakt (manchmal auch Kurz) angegeben.
Der SLK ist technisch (Fahrwerk/Motoren) eng mit der C-Klasse (Baureihe 202) (SLK R 170), der C-Klasse (Baureihe 203) (SLK R 171) bzw. mit der C-Klasse (Baureihe 204) (SLK/SLC R 172) verwandt. Eine Besonderheit des SLK ist das klappbare Stahldach, das von Mercedes-Benz auch „Vario-Dach“ genannt wird. Im offenen Zustand verschwindet es vollständig und automatisch im Kofferraum des SLK. Da es aus Stahl gefertigt ist, vereint es die Vorzüge eines Hardtops mit der Flexibilität eines Faltverdecks.
Den Namen SLK tragen bisher drei Baureihen: 
- der Mercedes-Benz R 170: 1996–2004
- der Mercedes-Benz R 171: 2004–2011
- der Mercedes-Benz R 172: 2011–2020 (ab 2016 SLC)

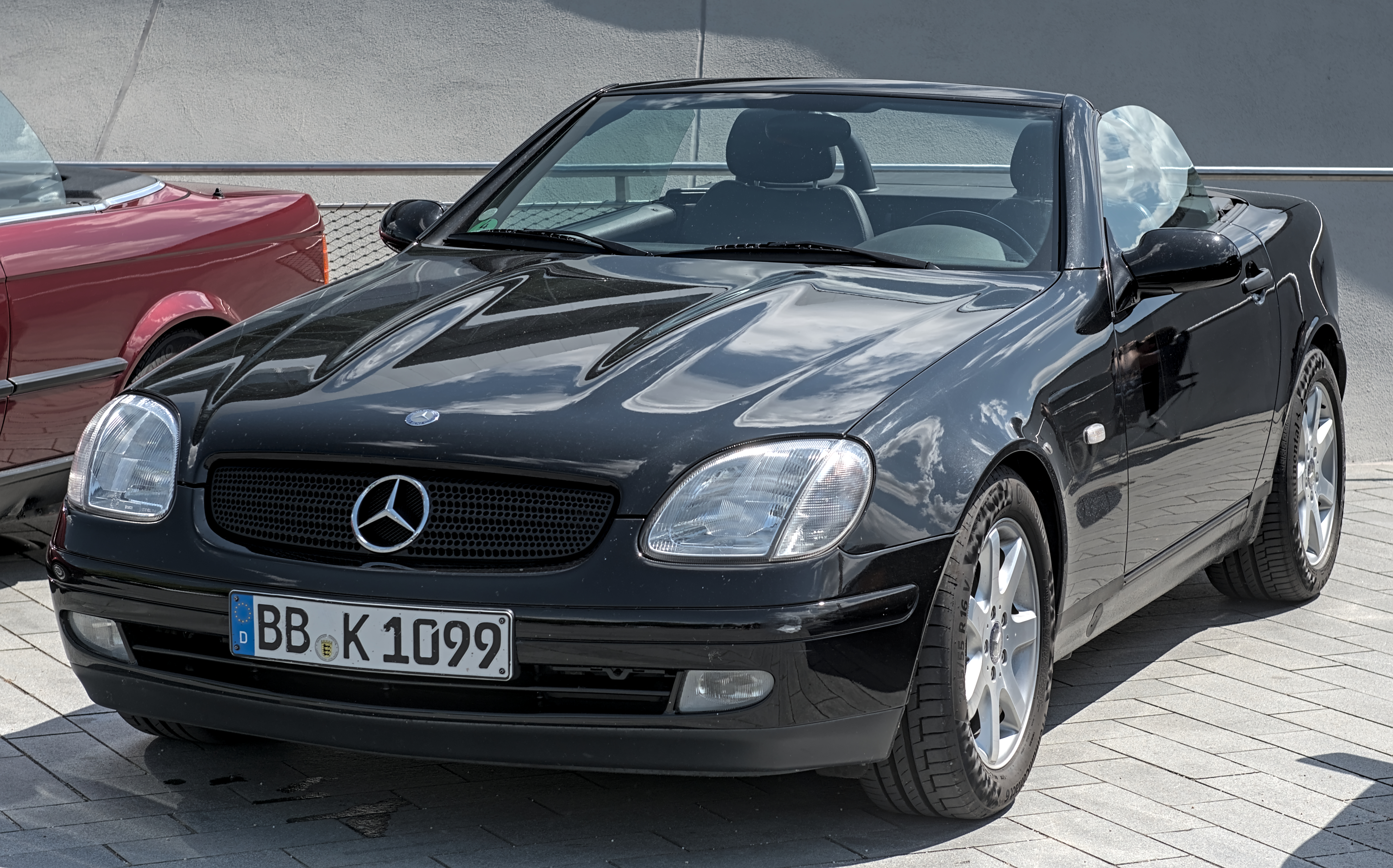
Mercedes-Benz R 170
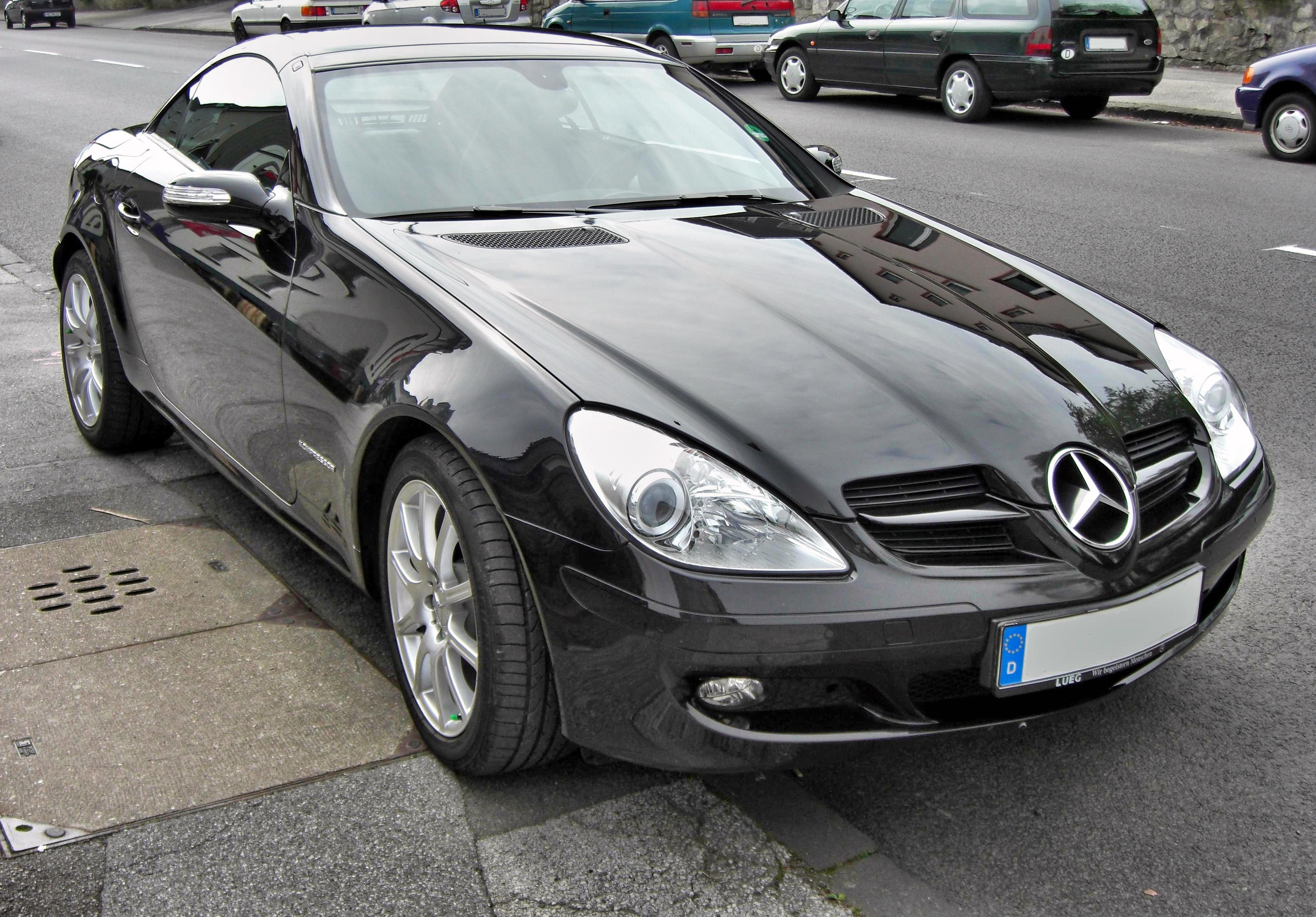
Mercedes-Benz R 171
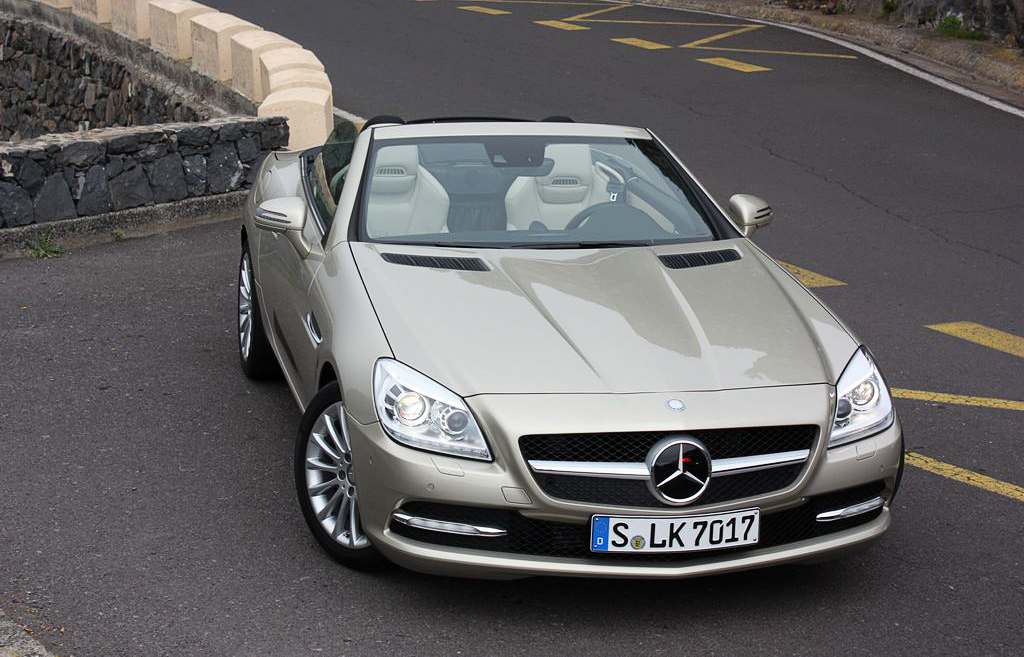
Mercedes-Benz R 172